# Liste de fromages britanniques
Voici une sélection de quelques fromages britanniques. Le British Cheese Board, qui est un organisme professionnel voué à la promotion des fromages britanniques, considère qu'il y en a beaucoup.
Liste :
- Applewood
- Fromage d'Ayrshire (Écosse)

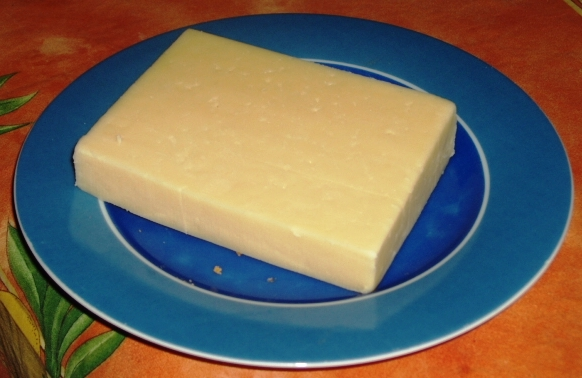
Fromage d'Ayrshire.

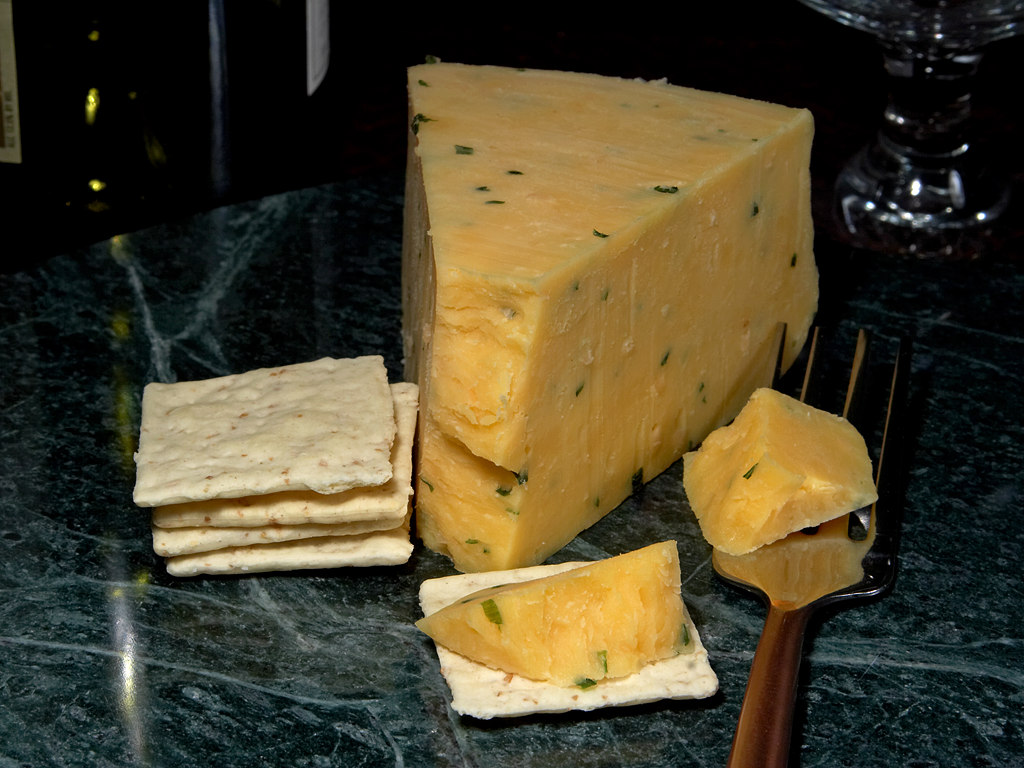
Double Gloucester.

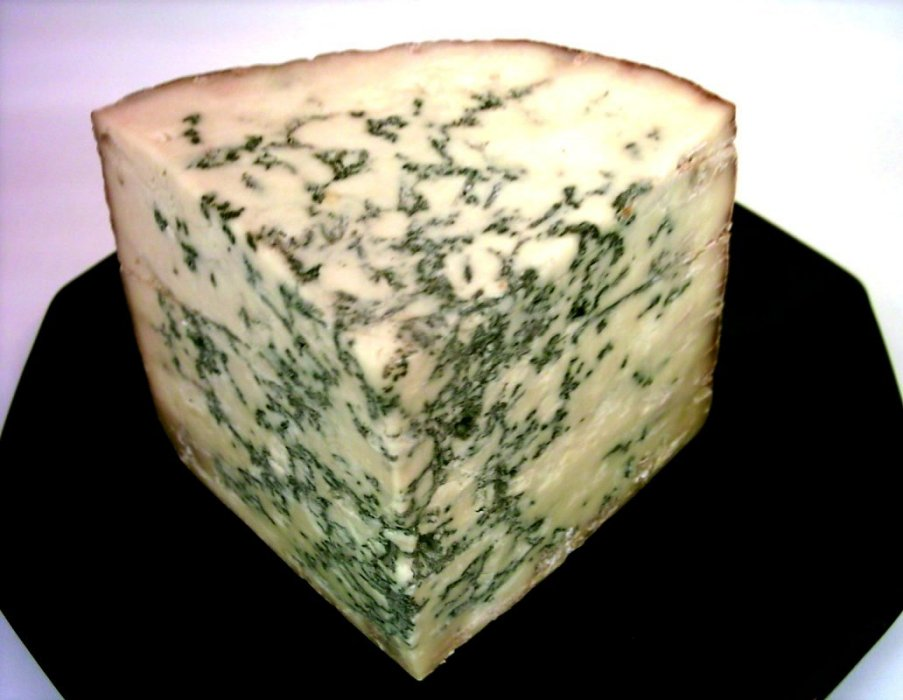
Stilton Cheese.

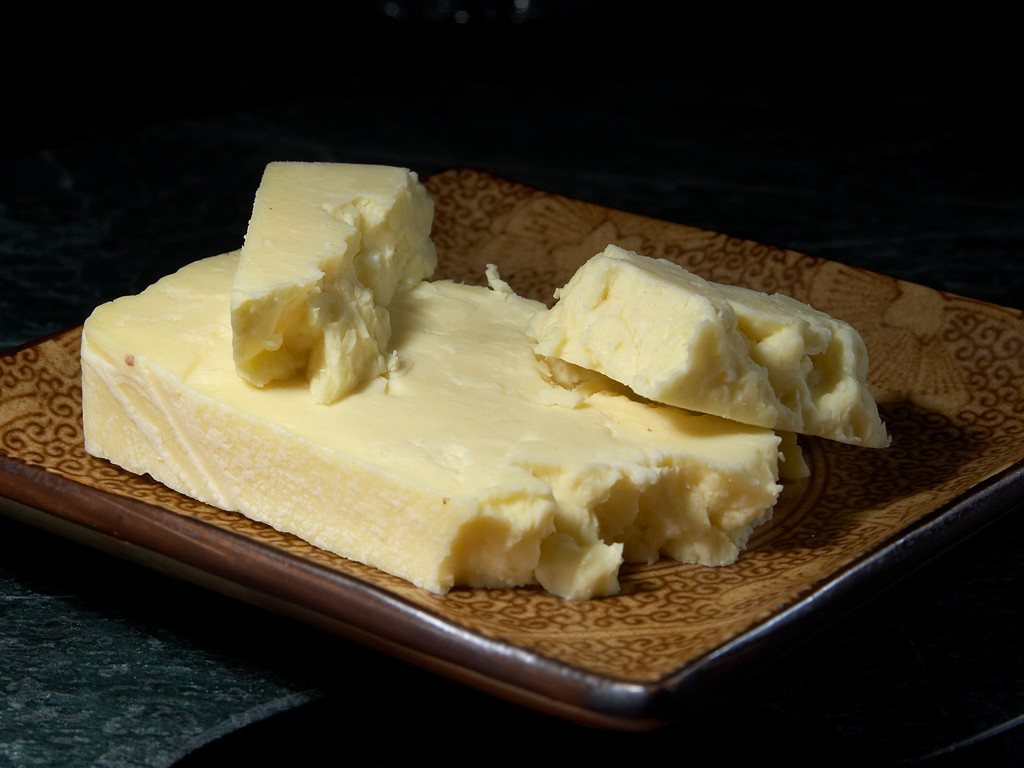
Wensleydale.

- Beacon Fell traditional Lancashire cheese, AOP
- Blengdale Blue, fromage bleu de Cumbria.
- Bonchester, (Écosse) AOP
- Buxton Blue, AOP
- Caboc (Écosse)
- Caerphilly (pays de Galles)
- Cheddar cheese fromage à pâte dure
- Cheshire ou Chester
- Coquetdale
- Cottage cheese crémeux ou allégé, fromage frais au lait de vache.
- Crowdie (Écosse)
- Derby
- Dorset Blue Vinney
- Dovedale, AOP
- Dunlop (Écosse)
- Y Fenni, d'Abergavenny (pays de Galles) avec graines de moutarde et bière.
- Five Counties
- Galloway cheese (Écosse)
- Double Gloucester
- Single Gloucester cheese, AOP
- Huntsman
- Islay cheese (Écosse)
- Lancashire
- Lanark Bleu (Écosse)
- Lincolnshire Poacher
- Little Derby
- Llangoffan cheese (pays de Galles)
- Newport 1665
- Orkney cheese (Écosse)
- Pant-Ysgawn (pays de Galles)
- Red Leicester, fromage au lait de vache à pâte dure, avec une texture granuleuse mais humide, une coloration orangée, une croûte dure et un parfum riche et puissant.
- Red Windsor
- Sage Derby, fromage au lait de vache, à pâte non cuite et sans croûte, un aspect granuleux avec une dominante verte, parfumé aux feuilles de sauge fraîches.
- Shropshire, fromage bleu avec une coloration orangée
- Stichelton
- Stilton, fromage bleu à pâte persillée, avec une texture crémeuse mais friable et une saveur relevée.
- Stinking bishop
- Sussex Slipcote
- Swaledale cheese, AOP
- Teviotdale cheese, AOP
- Tintern (pays de Galles)
- Waterloo cheese
- Wensleydale, fromage au lait de vache à pâte pressée blanche, avec une texture friable et un goût douceâtre.
- West country Farmhouse, AOP
- White/Blue Stilton cheese, AOP
- Wrekin White
- Yarg